# غابة هاولاند
غابة هاولاند (بالإنجليزية: Howland Forest) هي غابة بحثية تقع في مقاطعة بنوبسكوت شمال ولاية مين في الولايات المتحدة. تُعد واحدة من أهم مواقع المراقبة البيئية طويلة الأجل في أمريكا الشمالية، وتُستخدم بشكل أساسي في أبحاث الكربون ودورة الماء والنظام البيئي للغابات.

## الوصف
تغطي الغابة مساحة تقارب 550 هكتارًا، وتتكون بشكل رئيسي من:
- أنواع الأشجار المخروطية مثل: تنوب البلسم، صنوبر أبيض شرقي، شوح أحمر.
- غابات مختلطة تضم أنواعًا نفضية مثل قيقب السكر وبتولا صفراء.

## الأبحاث
تُستخدم غابة هاولاند في أبحاث علمية مستمرة منذ أوائل التسعينيات، حيث يتم فيها قياس:
- تبادل غازات الكربون بين الغلاف الجوي والنظام البيئي (Carbon flux).
- استهلاك المياه والنقل الداخلي في النباتات (Evapotranspiration).
- تغيرات التربة والرطوبة وحرارة السطح.
- مراقبة طويلة الأمد لتأثيرات التغير المناخي.

تُعد الغابة جزءًا من شبكات بحثية دولية مثل:
- AmeriFlux – شبكة مراقبة تبادل الغازات البيئية.
- FLUXNET – شبكة عالمية لقياسات الفلُوكس المناخي.
- LTER – البحث البيئي طويل الأجل.

## الإدارة
تخضع الغابة لإشراف عدة جهات أكاديمية وحكومية، منها:
- وزارة الزراعة الأمريكية
- جامعة مين
- مختبر لورنس بيركلي الوطني
- ناسا – ضمن برامج الرصد الأرضي.

## الأهمية العلمية
تُستخدم بيانات غابة هاولاند في:
- نماذج التنبؤ المناخي العالمية.
- فهم توازن الكربون في النظم البيئية الشمالية.
- تقييم أثر إزالة الغابات وتغيرات استخدام الأراضي.
- تطوير تقنيات الاستشعار عن بُعد وتحليل الأقمار الصناعية.